# Wachtliella karelini
Wachtliella karelini är en tvåvingeart som beskrevs av Fedotova 1982. Wachtliella karelini ingår i släktet Wachtliella och familjen gallmyggor.
Artens utbredningsområde är Kazakstan. Inga underarter finns listade i Catalogue of Life.